# The Most Beautiful Moment in Life, Pt. 2
The Most Beautiful Moment in Life, Pt. 2 (화양연화 pt.2?, 花樣年華 pt.2?, Hwa-yang-yeonhwa pt. 2LR) è il quarto EP del gruppo musicale sudcoreano BTS, pubblicato il 30 novembre 2015.

## Antefatti e pubblicazione
L'8 settembre 2015 la Big Hit Entertainment ha pubblicato il video The Most Beautiful Moment in Life on Stage: Prologue, annunciando un imminente ritorno sulle scene dei BTS e un nuovo tour. Il video, che ha svelato le anteprime delle tracce Butterfly, Ma City e Outro: House of Cards, indicava come data di uscita il mese di ottobre, ma la pubblicazione definitiva è avvenuta il 30 novembre. Il 17 novembre è uscito un trailer animato, contenente il brano Intro: Never Mind eseguito da Suga, Rap Monster e J-Hope. Il 25 novembre è stato caricato il teaser dell'apripista Run, mentre il giorno dopo è stata diffusa la tracklist ed è uscita un'anteprima audio dell'intera opera su YouTube. Il 27 novembre la traccia Ma City è diventata disponibile in streaming gratuito per ventiquattro ore.
Il video musicale di Run è uscito il 30 novembre, e la storia si collega ad I Need U e al video-prologo. Quello stesso giorno è stato pubblicato anche l'EP, commercializzato con due copertine diverse, una blu e una pesca.
Il 6 luglio 2016 è stata pubblicata l'edizione giapponese, contenente lo stesso CD e un DVD con il video musicale di Run e una galleria di foto.

## Descrizione
Parlando del disco in conferenza stampa, i BTS hanno dichiarato: "La prima parte spiegava come la giovinezza sia stancante e difficile, e riguardava anche quanto ci sentiamo come se fossimo sempre sulle spine. La seconda parte avrà un'atmosfera più avventurosa e spericolata. Per questo l'apripista s'intitola Run [correre]". Tematicamente, l'EP si concentra sugli aspetti più seri e speculativi della gioventù, e i testi spaziano dalla ricerca del successo all'affetto verso le proprie origini, fino alle sofferenze dei giovani a causa delle condizioni sfavorevoli della società, fondendo lo stile di The Most Beautiful Moment in Life, Pt. 1 all'identità iniziale dei BTS.
La prima traccia, Intro: Never Mind, documenta come il gruppo sia rimasto fedele a se stesso nonostante le pressioni causate dalla giovinezza e dal successo. Run racconta della ribellione adolescenziale, dei sogni e delle speranze giovanili, mentre Butterfly è una ballata sulla paura di perdere una persona cara, in cui la farfalla funge da simbolo di transitorietà. Contiene anche una delle prime citazioni letterarie nella discografia del gruppo, nel verso "Non so se sia un sogno o la realtà. Mio Kafka sulla spiaggia, per favore non andare nella foresta laggiù. Il mio cuore si spezza ancora in frammenti per te." Whalien 52 utilizza la balena 52-hertz, l'unico esemplare al mondo a cantare ad una frequenza atipica e quindi inudibile dalle altre balene, per parlare della solitudine e del sentirsi degli emarginati. La band associa la solitudine alla sua ascesa alla celebrità, sostenendo che il pubblico si concentri su di lei solo quando è sul palco, ma esprimendo contemporaneamente anche fiducia in se stessi e accettazione delle circostanze. Ma City è un tributo alle città natali dei BTS, la cui base strumentale oscilla tra new funk e hip hop. I versi di J-Hope contengono riferimenti al massacro di Gwangju del 18 maggio 1980 e una denuncia alle discriminazioni che avvengono nelle comunità online di estrema destra sulla base delle origini regionali delle persone. Skit: One Night in a Strange City esprime l'ansia che incombe su chi sta per avere successo. Silver Spoon è rivolta ai boomer che criticano la loro generazione, e i testi esaminano i sistemi gerarchici negli ambienti lavorativi coreani, deridendo l'idea che sia l'impegno a portare le persone dove meritano. Il titolo originale Baepsae (뱁새?), nome coreano del panuro di Webb, è un riferimento al proverbio coreano "Se un panuro cammina come una cicogna, si strapperà le zampe", che esorta chi è nato senza abilità o privilegi a restare al proprio posto. In Dead Leaves le foglie secche vengono paragonate ad una relazione che, anziché decollare, cade a terra, facendo altresì da metafora al tempo che, una volta trascorso, non si può riavvolgere. Outro: House of Cards, una delle prime sperimentazioni dei BTS con il blues, chiude l'EP riflettendo sulla fase di negazione di una relazione sul punto di crollare come un castello di carte.

## Promozione
Il 19 e il 20 novembre 2015 sono stati caricati ogni ora dei brevi video di ciascun membro sull'account ufficiale di Instagram, contenenti degli indizi su un evento futuro legato all'uscita del disco: la Butterfly Dream: BTS Open Media Exhibition, che si è tenuta dal 1° all'8 dicembre a Seul.
I BTS hanno eseguito per la prima volta le nuove canzoni prima della pubblicazione dell'EP, durante le tre serate a Seul del tour The Most Beautiful Moment in Life On Stage, dal 27 al 29 novembre. Le promozioni sono iniziate alla cerimonia degli Mnet Asian Music Award a Hong Kong il 2 dicembre, dopodiché sono passati per i maggiori programmi musicali coreani, prima di concludere con l'ultima esibizione il 3 gennaio 2016 a Inkigayo.

## Accoglienza
| Recensione | Giudizio |
| ---------- | -------- |
| AllMusic   |          |

Recensendo per Fuse, Jeff Benjamin ha ritenuto che l'EP "non solo comprende alcune delle canzoni migliori dai BTS, ma anche i loro testi più complessi, punzecchianti e nei quali ci si riconosce", giudicando che "cementasse" l'importanza del gruppo per il genere K-pop parlando di argomenti controversi nonostante il conservatorismo della società coreana. In una differente recensione per Billboard, Benjamin ha scelto Intro: Never Mind e Outro: House of Cards come loro pezzi più onesti fino a quel momento, scrivendo che la seconda "a volte suona quasi come un grido d'aiuto". Il critico Kim Young-dae ha scritto che "I testi sono diventati più meditati e profondi, e anche le sfumature della musica si sono fatte più sottili e complesse", riflettendo la maggior consapevolezza e maturità del gruppo come musicista professionista.
The Most Beautiful Moment in Life, Pt. 2 è stato inserito al quarto posto nella lista dei dieci migliori album K-pop dell'anno stilata da Billboard, commentando che "consolida il posto dei BTS sulla scena K-pop come band che non solo ha mostrato il proprio approccio emotivo all'hip-hop con il singolo Run, ma che ha anche provato di non aver paura di affrontare argomenti tipicamente evitati dalla maggior parte degli artisti K-pop". Run stessa è stata inserita al terzo posto nella lista delle venti migliori canzoni K-pop del 2015 stilata dalla stessa rivista.

## Tracce
1. Suga, Rap Monster e J-Hope – Intro: Never Mind – 2:18 (Slow Rabbit, Suga)
2. Run – 3:57 (Pdogg, "Hitman" Bang, Rap Monster, Suga, V, Jeon Jung-kook, J-Hope)
3. Butterfly – 4:00 ("Hitman" Bang, Slow Rabbit, Pdogg, Brother Su)
4. Whalien 52 – 4:04 (Pdogg, Brother Su, "Hitman" Bang, Rap Monster, Suga, J-Hope, Slow Rabbit)
5. Ma City – 4:18 (Pdogg, "Hitman" Bang, Rap Monster, Suga, J-Hope)
6. Silver Spoon (뱁새?, BaepsaeLR) – 3:54 (Pdogg, Supreme Boi, Rap Monster, Slow Rabbit)
7. Skit: One Night in a Strange City – 4:25
8. Dead Leaves (고엽?, Go-yeopLR) – 4:28 (Suga, Slow Rabbit, Jeon Jung-kook, "Hitman" Bang, Rap Monster, J-Hope, Pdogg)
9. Outro: House of Cards – 2:57 (Slow Rabbit, Brother Su, "Hitman" Bang)

## Formazione
Crediti tratti dalle note di copertina dell'EP.
Gruppo
- Jin – voce
- Suga – rap, scrittura (tracce 1-2, 4-5, 8), produzione (traccia 8), tastiera (traccia 8)
- J-Hope – rap, scrittura (tracce 2, 4-5, 8)
- Rap Monster – rap, scrittura (tracce 2, 4-6, 8)
- Park Ji-min – voce
- V – voce, scrittura (traccia 2)
- Jeon Jung-kook – voce, scrittura (tracce 2, 8), ritornelli (tracce 2-6, 8)

Produzione
- "Hitman" Bang – scrittura (tracce 2-5, 8-9), produzione (traccia 7)
- Brother Su – scrittura (tracce 3-4, 9)
- Byeolnara eonni – arrangiamento archi (tracce 3, 9)
- Haemstring – archi (tracce 3, 9)
- Jung Jae-pil – chitarra (tracce 1-3, 8)
- Sam Klempner – registrazione (traccia 6)
- Pdogg – produzione aggiuntiva ritmo (traccia 1), arrangiamento rap (tracce 1-5), registrazione (tracce 1-5, 7-9), scrittura (tracce 2-6, 8), produzione (tracce 2-7), tastiera (tracce 2-6), sintetizzatore (tracce 2-6), arrangiamento voci (tracce 2-5, 9), campione vocale (traccia 4), ritornello (traccia 6), post-produzione (traccia 7), missaggio (traccia 7), programmazione aggiuntiva sintetizzatore (traccia 8)
- James F. Reynolds – missaggio (traccia 2)
- Slow Rabbit – produzione (tracce 1, 7-9), scrittura (tracce 1, 3-4, 8-9), tastiera (tracce 1, 9), sintetizzatore (tracce 1, 8-9), arrangiamento voci (traccia 3), post-produzione (traccia 7), mastering
- Supreme Boi – scrittura (traccia 6), ritornello (traccia 6), mastering
- Yang Ga – missaggio (tracce 1, 3-5, 9)

## Successo commerciale
In Corea, i preordini dell'album hanno superato le 150 000 copie, segnando il nuovo record del gruppo. Ha esordito al primo posto nella Gaon Weekly Album Chart, vendendo 90 000 copie durante la prima settimana, ed in seguito si è posizionato anche in vetta alla classifica mensile. È stato il quinto disco più venduto in Corea nel 2015 con quasi 275 000 copie. Tutte le nove tracce sono entrate nella Gaon Weekly Digital Chart, e con Run i BTS hanno vinto cinque trofei ai programmi musicali sudcoreani: uno a The Show, due a Show Champion e due a Music Bank. Il video musicale, caricato sui canali YouTube sia della Big Hit Entertainment che della 1theK, ha ricevuto oltre 1 milione di visualizzazioni combinate in sette ore.
Negli Stati Uniti The Most Beautiful Moment in Life, Pt. 2 ha esordito alla posizione 171 della Billboard 200 con 5 000 copie vendute, diventando il primo disco del gruppo a entrare in classifica. Ha anche raggiunto la prima posizione sia nella Billboard World Albums che nella Heatseekers Albums. I BTS sono diventati i primi artisti K-pop ad avere un disco in vetta alla Billboard World Albums per più di una settimana, con quattro complessive; è rimasto in top 10 per 15 settimane ininterrotte.

## Classifiche

### Classifiche settimanali
| Classifica (2015-23) | Posizione massima |
| -------------------- | ----------------- |
| Corea del Sud        | 1                 |
| Croazia              | 17                |
| Giappone             | 15                |
| Stati Uniti          | 171               |
| Ungheria             | 37                |

### Classifiche di fine anno
| Classifica (2015) | Posizione |
| ----------------- | --------- |
| Corea del Sud     | 5         |
| Classifica (2016) | Posizione |
| Corea del Sud     | 21        |
| Classifica (2017) | Posizione |
| Corea del Sud     | 57        |
| Classifica (2018) | Posizione |
| Corea del Sud     | 57        |
| Classifica (2019) | Posizione |
| Corea del Sud     | 61        |
| Classifica (2020) | Posizione |
| Corea del Sud     | 88        |
| Classifica (2021) | Posizione |
| Corea del Sud     | 67        |

## Riconoscimenti
- Circle Chart Music Award
  - 2016 – Candidatura Album dell'anno – quarto trimestre[54]